# Casale di Valle
Il Casale di Valle è un edificio storico situato nei dintorni di Vinci, in località Valle, raggiungibile percorrendo via Torrino, nel comune di Vinci.
Si tratta di una bella casa da signore, che fu a lungo possedimento della nobile famiglia fiorentina degli Uguccioni che, nel corso del XV secolo, ricoprì importanti cariche pubbliche compreso il priorato. Dalla sommità del colle si gode una splendida vista del paesaggio circostante. Nelle immediate vicinanze sorge un oratorio intitolato ai Santi Ippolito e Cassiano.
La Villa di Casale di Valle è parte integrante del piccolo borgo medievale le cui origini risalgono al 1152. Il borgo è caratterizzato anche da case coloniche, un grande parco e dal precedentemente menzionato oratorio dove ancora oggi vengono officiati i Sacramenti.
Il complesso architettonico è oggi proprietà delle Cantine Leonardo da Vinci.
In una colonica del complesso, recentemente restaurata, da maggio 2019 è allestito il “Museo Leonardo e il Rinascimento del Vino”, che indaga sul rapporto del Genio con l’agricoltura e il territorio, gli alimenti e in particolare il vino: dalla tradizione storica al nuovo Rinascimento.